# M/F Dueodde
 Der er for få eller ingen kildehenvisninger i denne artikel, hvilket er et problem. Du kan hjælpe ved at angive troværdige kilder til de påstande, som fremføres i artiklen.

M/F Dueodde var navnet på en af BornholmerFærgens tidligere bilfærger, indsat på ruten Køge-Rønne den 1. maj 2005. Skibet er søsterskib til Hammerodde og skibet er bygget på værftet Volharding Shipyards B.V i den Nederlandske by Harlingen. Hammerodde blev bygget på Merwede-værftet. Begge skibe blev bestilt af det tidligere Bornholmstrafikken A/S hos Merwede, også i Nederlandene.
Skibet er navngivet efter Dueodde som er Bornholms sandrige sydspids.
Færgen er en såkaldt ropax-færge. Navnet er sammentrukket af ro-ro der bruges om roll-on/roll-off-færger og pax der er et almindeligt transportudtryk for personer/passagerer.
Færgen har to høje bildæk hvoraf det øverste er delvis i fri luft. Dækkene er forbundet med en mekanisk rampe midtskibs og lastning og losning foregår via agterporten. Passagerdelen består primært af et salondæk med siddepladser, cafeteria og kiosk. Her ud over findes der et kahytdæk og der er enkelte kahytter bag kommandobroen.

## Salg
Den 1. oktober 2010 blev skibet taget ud af dansk rutefart da den tidligere samme år var blev solgt til Bluebridge / "Strait Shipping" i New Zealand. I New Zealand er den blevet omdøbt til Straitsman hvor den er indsat på ruten mellem Wellington og Picton i Cookstrædet.